# Sin señas particulares
Sin señas particulares és una pel·lícula mexicana, opera prima de la directora mexicana Fernanda Valadez, estrenada en 2020. La peça aborda la temàtica de violència en el camí de les persones immigrants en l'encreuament cap als Estats Units. Testimoniatges de mares i famílies de desapareguts recopilats per periodistes mexicans van servir com a eix per al guió.Valadez ha dedicat el film a totes les famílies de desapareguts a Mèxic a conseqüència de la migració.
Ha guanyat diversos premis als festivals de cinema internacionals de Sundance, Sant Sebastià, Zuric, Salònica, etc. I igualment va obtenir reconeixement al seu país d'origen amb la seva victòria en la competència de Llargmetratge Mexicà al Festival Internacional de Cinema de Moreliai amb les seves nominacions per part de l'Academia Mexicana de Artes y Ciencias Cinematográficas a 16 categories en els Premios Ariel, dels quals es va emportar 9, incloent Millor Pel·lícula, Millor Direcció, Millor Actriu, Millor Coactuació Masculina, Millor Guió Original, entre d'altres.

## Sinopsi
Magdalena (Mercedes Hernández) realitza un viatge complicat buscant al seu fill (Juan Jesús Varela), desaparegut en l'intent de creuar als Estats Units. En el camí coneix a Miguel (David Illescas), acabat de deportar dels Estats Units que viatja a retrobar-se amb la seva mare a un poble fantasma dominat pel narco.

## Premis i nominacions
| Premi                                                               | Categoria                                                      | Nominats | Resultat    | Ref.   |
| ------------------------------------------------------------------- | -------------------------------------------------------------- | --- | ----------- | ------ |
| LXIII edició dels Premis Ariel                                      | Millor Pel·lícula                                              | Corpulenta Producciones, FOPROCINE, Avanti Pictures, EnAguas Cine, Nephilim Producciones. Dir. Fernanda Valadez                                                               | Guanyadors  | [ 8 ]  |
| LXIII edició dels Premis Ariel                                      | Millor Direcció                                                | Fernanda Valadez | Guanyadora  | [ 8 ]  |
| LXIII edició dels Premis Ariel                                      | Millor Actriu                                                  | Mercedes Hernández | Guanyadora  | [ 8 ]  |
| LXIII edició dels Premis Ariel                                      | Millor Coactuació Masculina                                    | David Illescas | Guanyador   | [ 8 ]  |
| LXIII edició dels Premis Ariel                                      | Millor Revelació Actoral                                       | Ana Laura Rodríguez | Nominada    | [ 8 ]  |
| LXIII edició dels Premis Ariel                                      | Millor Revelació Actoral                                       | Juan Jesús Varela | Nominat     | [ 8 ]  |
| LXIII edició dels Premis Ariel                                      | Millor Guió Original                                           | Fernanda Valadez, Astrid Rondero | Guanyadores | [ 8 ]  |
| LXIII edició dels Premis Ariel                                      | Millor So                                                      | Omar Juárez, Milton Aceves, Alejandro Mayorquín, Misael Hernández "Topillo"                                                                                                   | Nominats    | [ 8 ]  |
| LXIII edició dels Premis Ariel                                      | Millor Música Original                                         | Clarice Jensen | Nominada    | [ 8 ]  |
| LXIII edició dels Premis Ariel                                      | Millor Maquillatge                                             | Neftalí Zamora, Tanía Larizza | Nominats    | [ 8 ]  |
| LXIII edició dels Premis Ariel                                      | Millor Disseny d’Art                                           | Dalia Reyes | Nominada    | [ 8 ]  |
| LXIII edició dels Premis Ariel                                      | Millors Efectes Visuals                                        | Darío Basile, Curro Muñoz, Lara Gómez del Pulgar, Mario Lucero Recio, Carlos Claramunt Terol, Jaime Rafael Fuente, Pablo Lamosa Barros, Ricardo G. Elipe, Antonio Ramos Ramos | Guanyadors  | [ 8 ]  |
| LXIII edició dels Premis Ariel                                      | Millors Efectes Especials                                      | José Ángel Cordero, Mahonrri Laurencio Cordero Ortiz, José Martínez «Josh» | Nominats    | [ 8 ]  |
| LXIII edició dels Premis Ariel                                      | Millor Edició                                                  | Fernanda Valadez, Astrid Rondero, Susan Korda | Guanyadores | [ 8 ]  |
| LXIII edició dels Premis Ariel                                      | Millor Fotografia                                              | Claudia Becerril Bulos | Guanyadora  | [ 8 ]  |
| LXIII edició dels Premis Ariel                                      | Millor Ópera Prima                                             | Fernanda Valadez | Guanyadora  | [ 8 ]  |
| Festival de Cinema de Sundance                                      | Premi del Gran Jurat - Competència Dramàtica de Cinema Mundial | Sin señas particulares | Nominat     | [ 11 ] |
| Premi de l'Audiència - Competència Dramàtica de Cinema Mundial      | Sin señas particulares                                         | Guanyador |             | [ 11 ] |
| Premi del Jurat Especial Dramàtic de Cinema Mundial per Millor Guió | Astrid Rondero i Fernanda Valadez per Sin señas particulares   | Guanyadores |             | [ 11 ] |
| Premis Gotham                                                       | Millor Pel·lícula Internacional                                | Sin señas particulares | Guanyador   | [ 12 ] |
| Premis Gotham                                                       | Premi de l’Audiència                                           | Sin señas particulares | Nominat     | [ 12 ] |
| Festival Internacional de Cinema de Sant Sebastià 2020              | Premi Horizontes Latinos                                       | Sin señas particulares | Guanyador   | [ 13 ] |
| Festival Internacional de Cinema de Sant Sebastià 2020              | Premi Cooperación Española                                     | Sin señas particulares | Guanyador   | [ 13 ] |
| Festival de Cinema de Zuric                                         | Ull d’Or                                                       | Sin señas particulares | Guanyador   | [ 14 ] |
| Festival Internacional de Cinema de Salònica                        | Alexandre d’Or                                                 | Sin señas particulares | Guanyador   | [ 15 ] |
| Festival Internacional de Cinema de Morelia                         | Ull al Llargmetratge Mexicà                                    | Sin señas particulares | Guanyador   | [ 16 ] |
| Festival Internacional de Cinema de Morelia                         | Premi del Públic al Llargmetratge Mexicà                       | Sin señas particulares | Guanyador   | [ 16 ] |
| Festival Internacional de Cinema de Morelia                         | Ojito a la Millor Actriu de Llargmetratge Mexicà               | Mercedes Hernández | Guanyadora  | [ 16 ] |